# Wacław Kapusto
Wacław Kapusto (ur. 29 lipca 1925 w Bujwidzach koło Wilna, zm. 19 marca 2018 w Olsztynie) – polski artysta fotograf, fotoreporter.

## Życiorys
Jako polski wysiedleniec trafił do Mrągowa. Od 1951 roku mieszkał i pracował w Olsztynie. Od 1961 członek Związku Polskich Artystów Fotografików, od 1965 członek Międzynarodowej Federacji Sztuki Fotograficznej (FIAP). Pracownik administracji państwowej w latach 1946–1956. Fotoreporter „Głosu Olsztyńskiego” (1956–1957). Od 1957 roku fotoreporter oraz kierownik działu fotoreportażu w redakcji „Panoramy Północy”.
Autor wielu wystaw w kraju i za granicą, albumów fotograficznych, ilustracji do wydawnictw, dokumentacji zdjęciowej ważnych wydarzeń politycznych i kulturalnych, fotoreporter prasowy, autor zdjęć okładkowych m.in. „Panoramy Północy”. Czterokrotnie fotografował komunistycznych notabli w rządowym ośrodku w Łańsku koło Olsztyna.

## Publikacje
- Wacław Kapusto: Znany nieznany. Tomasz Śrutkowski (red.). Olsztyn: Galeria Sztuki Współczesnej BWA, 2005. ISBN 83-89228-36-X. Brak numerów stron w książce

## Nagrody
- Statuetka Pegaz (2013)[4];